# 諸葛監

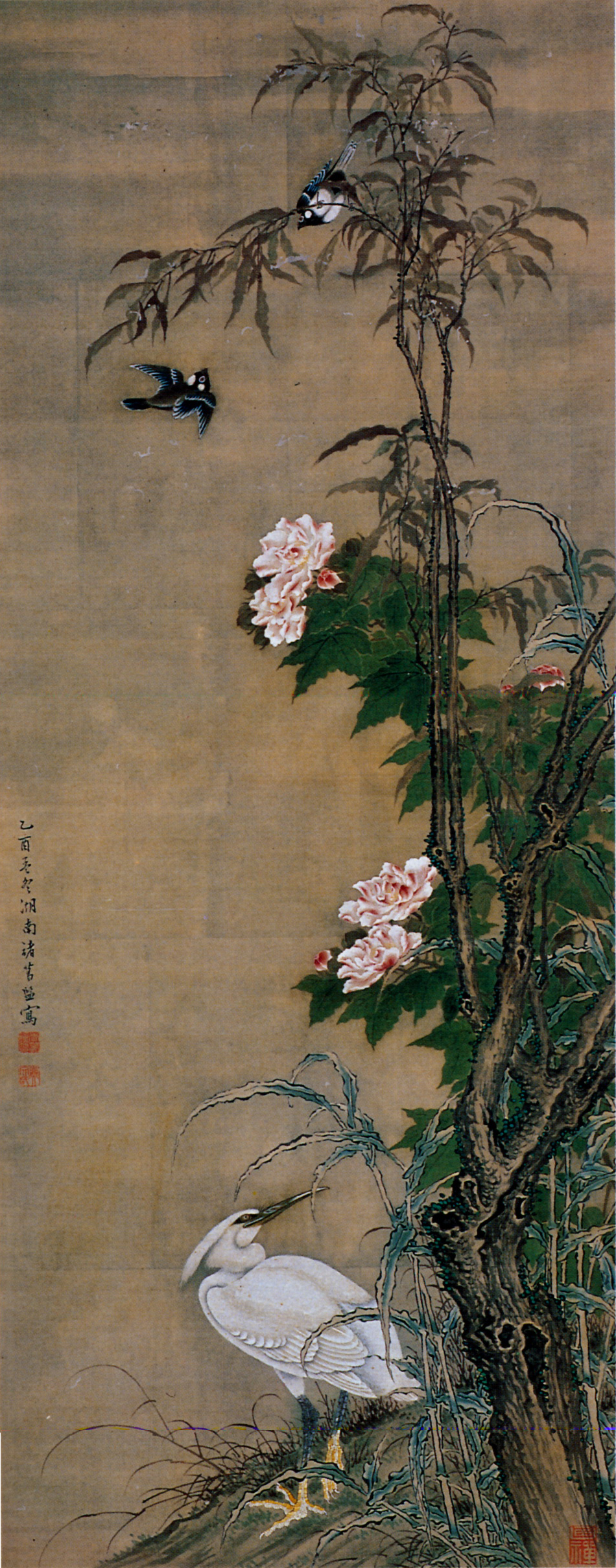
翠柳芙蓉白鷺小禽図　絹本着色　明和2年(1765) 神戸市立博物館

諸葛 監（しょかつ かん、享保2年（1717年） ‐ 寛政2年（1790年））は、江戸時代中期に活躍した南蘋派の絵師。
字は子文。通称は清水又四郎。別号に静斎・湖南・古画堂等がある。

## 略伝
江戸の富裕な家に生まる。南蘋派・長崎派の絵師だが長崎には遊学せず、中国古画や沈南蘋などの画を集めて独学。熱中しすぎて身代を潰したという（『雲室随筆』）。画姓の諸葛は1748年（延享5年）に来舶した清人諸葛晋（南陽晋）に私淑したことから名乗った。江戸で南蘋画風を始めた最初期の絵師であり、これは江戸で南蘋派を代表する絵師・宋紫石より早い。岩村藩松平家の御用を勤め、一時姫路藩酒井雅楽助家に仕えたともいわれる。
強烈な色彩と墨線、濃厚な陰影の画様で花鳥画を得意とした。1759年（宝暦9年）頃刊行の『冬至梅宝暦評判記』では、唐画の名手とされ、南蘋風の作品に定評があったようだ。実際、沈南蘋の作品など、中国画を模写した作品も残っている。また、細部へのこだわりを強く感じさせる作品も多い。
性格は剛毅で己を曲げず、貧困のうちに没したという。享年74。弟子に源鸞卿など。子は渡辺玄対に入門したが、画業は継がなかったらしい。

## 作品
| 作品名             | 技法     | 形状・員数 | 寸法（縦x横cm） | 所有者                                       | 年代              | 落款・印章                                                                          | 備考 |
| ------------------ | -------- | ---------- | --------------- | -------------------------------------------- | ----------------- | ----------------------------------------------------------------------------------- | ---- |
| 罌粟ニ鶏図         | 絹本著色 | 1幅        | 111.0x41.0      | 板橋区立美術館                               | 1758年（宝暦8年） |                                                                                     |      |
| 翠柳芙蓉白鷺小禽図 | 絹本著色 | 1幅        | 133.4x52.7      | 神戸市立博物館                               | 1765年(明和2年)   | 款記「乙酉孟冬湖南諸葛監写」/「者葛監印」白文方印・「思文氏」朱文方印               |      |
| 白梅ニ鳥図         | 絹本著色 | 1幅        | 109.9x39.6      | 板橋区立美術館                               |                   |                                                                                     |      |
| 松ニ虎図           | 絹本著色 | 1幅        | 110.0x45.0      | 板橋区立美術館                               |                   |                                                                                     |      |
| 虎図               | 絹本著色 | 1幅        | 89.3x44.6       | 千葉市美術館                                 |                   | 款記「湖南諸葛監写」/諸葛監印」白文方印・「子文氏」朱文方印・「自姉一家」白文長方印 |      |
| 白梅小禽図         | 絹本著色 | 1幅        | 106.1x34.9      | 千葉市美術館                                 |                   | 款記「湖南諸葛監写」/諸葛監印」白文方印・「子文氏」朱文方印・「静斎」白文長方印     |      |
| 牡丹図             |          | 1幅        |                 | 摘水軒記念文化振興財団蔵（千葉市美術館寄託） |                   |                                                                                     |      |